# Os Dez Mandamentos (filme de 1923)
The Ten Commandments (prt: Os Dez Mandamentos; bra: Os Dez Mandamentos ou Os 10 Mandamentos) é um filme mudo estadunidense de 1923, dirigido por Cecil B. DeMille. 